# Бауыршы
Бауыршы́ (каз. бауыршы) — главный повар ханского дворца.

## Общие сведения
Термин «бауыршы» происходит от древнетюркского слова «багурши», означающего «повар». Однако на практике часто бауыршы отвечали за все хозяйственно-бытовые нужды ханского двора.
Из-за опасности отравлений обязанности бауыршы поручались только доверенным лицам. Значительное распространение должность и профессия получили в империи Чингисхана.